# Standardowy błąd pomiaru
Standardowy błąd pomiaru, SEM (od ang. standard error of measurement) – błąd pomiaru testu psychologicznego, lub innej skali opartej na kwestionariuszu, zdefiniowany wzorem:
{\displaystyle SEM=\delta _{t}*{\sqrt {1-r_{tt}}}}
gdzie:
{\displaystyle \delta _{t}} jest odchyleniem standardowym ogólnych wyników testowych
{\displaystyle r_{tt}} jest współczynnikiem rzetelności testu.
Poza psychometrią przez standardowy błąd pomiaru rozumie się wielkość {\displaystyle \delta _{t}} czyli odchylenie standardowe wyników pomiaru.